# Alba Rico Navarro
Alba Rico Narravo (Elda, 1989. február 26. –) spanyol színésznő, énekesnő, táncosnő és modell. 

## Élete és pályafutása
A spanyolországi Murcia városában működő ESAD művészeti akadémián végzett.
2012-től vált ismertté, Naty szerepét alakítva a Violetta sorozatban. Ez a munka lehetővé tette számára, hogy nemzetközi szinten az egyik legismertebb spanyol színésznővé váljon.[forrás?]

## Filmográfia
- 2012–2015: Violetta – Natalia "Naty" Vidal (magyar hangja Wégner Judit)
- 2014: Violetta: La emoción del concierto – önmaga (koncertfilm)
- 2015: Violetta: The Journey – önmaga (dokumentumfilm)
- 2019: Lope Enamorado – Clarilis (tévéfilm)

## Színházi szerepei
- 2010: La Gaslinera (Fulgencio M. Lax.)
- 2019: La Ira